# Trychopeplus ortholamellatus
Trychopeplus ortholamellatus är en insektsart som beskrevs av Campos 1926. Trychopeplus ortholamellatus ingår i släktet Trychopeplus och familjen Diapheromeridae. Inga underarter finns listade i Catalogue of Life.